# 维尔纳·卡米歇尔
维尔纳·卡米歇尔（法語：Werner Camichel，1945年1月26日—），瑞士男子雪车运动员。他曾代表瑞士参加1972年冬季奥林匹克运动会雪车比赛，联同让·维基、埃迪·胡巴赫尔和汉斯·洛伊特内格获得四人金牌。